# Leucostoma semibarbata
Leucostoma semibarbata là một loài ruồi trong họ Tachinidae.